# オーシャン (空母)
オーシャン (HMS Ocean, R68) はイギリス海軍のコロッサス級航空母艦の3番艦。

## 艦歴
1942年11月8日起工。1944年7月8日進水。1945年6月30日に竣工し1945年8月8日に就役。
1945年12月3日、初めてのジェット機の空母への着艦がバンパイアによってオーシャンで行われた。また、それより前の10月にはイギリス海軍の空母からのソードフィッシュ最後の公式飛行がオーシャンより行われた。
1948年、オーシャンはイギリス軍のパレスチナからの撤退を支援した。
その後、1952年5月から10月、1953年5月から11月の二度にわたりオーシャンは朝鮮に派遣された。
1954年8月、オーシャンは本国艦隊練習戦隊に編入されたが、第二次中東戦争の際には活発に活動した。オーシャンとシーシュースのヘリコプターウェストランド ワールウィンド（S-55）とブリストル シカモアは海兵隊425名と23トンの物資を90分でポートサイドへ輸送した。

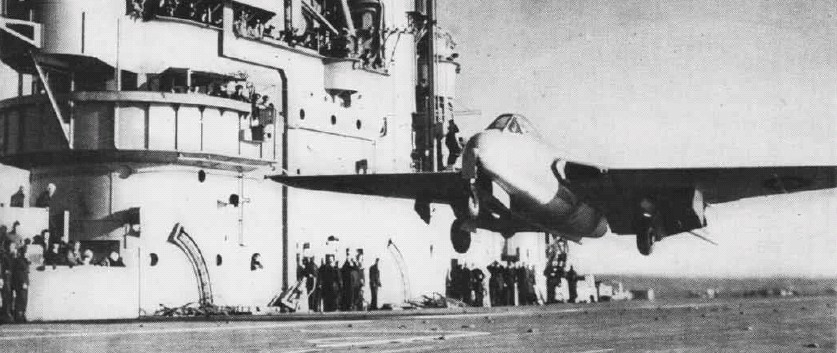
1945年12月3日、空母オーシャン上で空母運用試験を行うバンパイア

1962年にスクラップとなった。